# Christy Brown
Christy Brown (ur. 5 czerwca 1932 w Dublinie, zm. 6 września 1981) – irlandzki malarz, pisarz i poeta.
Urodzony w Dublinie w wielodzietnej rodzinie, od najmłodszych lat zmagał się z efektami porażenia mózgowego i związanego z nim paraliżu ciała.
W 1989 na podstawie jego bestsellerowej autobiograficznej książki Moja lewa stopa, Jim Sheridan nakręcił film pod tym samym tytułem. Wystąpili w nim między innymi nagrodzeni za te role Oscarami Daniel Day-Lewis jako Christie oraz Brenda Fricker w roli jego matki.
Żonaty z Mary Carrm, mieszkał między innymi w Ballyheigue w hrabstwie Kerry oraz w Parbrook w hrabstwie Somerset, gdzie zmarł w wieku 49 lat.

## Najważniejsze dzieła
- 1954 My Left Foot (Moja lewa stopa)
- 1970 Down All The Days
- 1971 Come Softly to My Wake (Poems of Christy Brown)
- 1973 Background Music: Poems
- 1976 A Shadow on Summer
- 1976 Wild Grow the Lilies
- 1978 Of Snails And Skylarks